# شهرستان تریسر (مونتانا)
شهرستان تریسر، مونتانا (به انگلیسی: Treasure County, Montana) یک سکونتگاه مسکونی در ایالات متحده آمریکا است که در ایالت مونتانا واقع شده‌است.

## خصوصیات
شهرستان تریسر ۲٬۵۴۸٫۵۶ کیلومترمربع مساحت دارد.